# (474082) 2016 JW35
(474082) 2016 JW35 es un asteroide perteneciente al cinturón de asteroides, descubierto el 18 de noviembre de 2009 por el equipo del Spacewatch desde el Observatorio Nacional de Kitt Peak, Arizona, Estados Unidos.

## Designación y nombre
Designado provisionalmente como 2016 JW35.

## Características orbitales
2016 JW35 está situado a una distancia media del Sol de 2,553 ua, pudiendo alejarse hasta 3,016 ua y acercarse hasta 2,090 ua. Su excentricidad es 0,181 y la inclinación orbital 11,82 grados: emplea 1490 días en completar una órbita alrededor del Sol.

## Características físicas
La magnitud absoluta de 2016 JW35 es 16,526.